# Hespererato vitellina
Hespererato vitellina är en snäckart som först beskrevs av Hinds 1844.  Hespererato vitellina ingår i släktet Hespererato och familjen Triviidae. Inga underarter finns listade i Catalogue of Life.